# Carl Alexander Clerck
Carl Alexander Clerck (1709 - 22 de julho de 1765) foi um entomólogo e aracnólogo sueco.
Clerck veio de uma família da pequena nobreza sueca e ingressou na Universidade de Uppsala em 1726. Pouco se sabe dos seus estudos. Embora fosse contemporâneo de Carolus Linnaeus, não se sabe se ele teve algum contato com ele durante o tempo em Uppsala. Seus meios limitados o forçaram a abandonar a faculdade cedo e entrar em serviço do governo, indo trabalhar mais tarde na administração da cidade de Estocolmo.
Seu interesse pela história natural parece ter aflorado em uma idade mais madura, influenciado por uma palestra de Linnaeus que ele assistiu em Estocolmo, em 1737. Nos anos seguintes ele colecionou e categorizou um grande número de aranhas, publicado juntamente com observações mais gerais sobre o comportamento desses animais em seu Svenska spindlar ("Aranhas suecas", de 1757, também conhecido por seu título latino Aranei Suecici). Ele também iniciou a publicação de Icones rariorum insectorum, uma série detalhada, mas não comentada, de ilustrações de várias espécies de borboletas, deixando o trabalho inacabo após o terceiro fascículo (1766), devido à sua morte.
Spindlar Svenska é hoje considerado pelo Código Internacional de Nomenclatura Zoológicao primeiro trabalho a conter classificação científica válida para as espécies de animais.
Mais tarde tornar-se-ia amigo e correspondente de Carolus Linnaeus, que apreciava muito seu trabalho. Por meio de seu patrocínio, Clerck foi eleito membro da Sociedade Real de Ciências de Uppsala em 1756 e da Real Academia Sueca de Ciências em 1764.